# Eduardo Filipe Coelho
Eduardo Filipe Cruz Coelho (* 15. Mai 1974 in Santo Ildefonso) ist ein portugiesischer Arzt und ehemaliger Handballspieler.

## Karriere

### Verein
Eduardo Filipe Coelho lernte das Handballspielen am Colégio dos Carvalhos. Ab 1989 lief er für den FC Porto auf. 1993 wechselte der 1,90 m große linke Rückraumspieler zum Académico Basket Clube. Mit dem Team aus Braga gewann er 1995 die portugiesische Meisterschaft und den portugiesischen Pokal. In der EHF Champions League 1993/94 unterlag er in den Finalspielen mit 22:22 und 21:23 gegen den spanischen Vertreter TEKA Santander. In der Saison 1995/96 stand er bei Boavista Porto unter Vertrag, bevor er nach Porto zurückkehrte. Mit Porto wurde er 1999, 2002 und 2003 Meister sowie 1999, 2000 und 2002 Supercupsieger. 2003 schloss er sich Santander an, 2004 Braga. Ab 2005 spielte er zwei Jahre für den spanischen Verein Algeciras BM. Zum Ende seiner Laufbahn trug er noch zweimal das Trikot des FC Porto und gewann 2009 und 2012 weitere Meistertitel.

### Nationalmannschaft
Mit der portugiesischen Jugendnationalmannschaft gewann Eduardo Filipe Coelho die U-18-Europameisterschaft 1992.
Mit der portugiesischen A-Nationalmannschaft nahm Coelho an den Europameisterschaften 1994, 2000, 2002, 2004 und 2006 sowie den Weltmeisterschaften 1997, 2001 und 2003 teil. Zwischen 1994 und 2006 bestritt er 202 Länderspiele, in denen er 1005 Tore erzielte.

## Berufliche Laufbahn
Eduardo Filipe Coelho studierte Medizin und arbeitete als Facharzt für Sportmedizin für den FC Porto und den SC Braga. Seit 2020 ist er Direktor einer Klinik in Porto.